# Nicolas Sarkozy
Nicolas Paul Stéphane Sárközy de Nagy-Bócsa, conosciuto semplicemente come Nicolas Sarkozy ([nikɔla saʁkɔzi] ) (Parigi, 28 gennaio 1955) è un politico e avvocato francese.
Vincitore delle elezioni presidenziali in Francia del 2007 con un margine dal 53,1% al 46,9% contro Ségolène Royal, la candidata del Partito Socialista (PS); durante il suo mandato, ha affrontato la crisi finanziaria del 2007-2008 (e anche la recessione e la crisi del debito sovrano europeo), la guerra russo-georgiana (per la quale ha negoziato un cessate il fuoco) e la primavera araba (soprattutto in Tunisia, Libia e Siria). Ha avviato la riforma delle università francesi (2007) e la riforma delle pensioni (2010). Ha sposato la cantautrice italo-francese Carla Bruni nel 2008 all'Eliseo di Parigi.
Nelle elezioni presidenziali in Francia del 2012, Sarkozy è stato sconfitto dal candidato del PS François Hollande, con un margine del 3,2%. Dopo aver lasciato l'ufficio presidenziale, Sarkozy ha promesso di ritirarsi dalla vita pubblica prima di tornare nel 2014, venendo successivamente rieletto leader dell'UMP (ribattezzato I Repubblicani nel 2015). Sconfitto alle primarie presidenziali repubblicane nel 2016, si è ritirato dalla vita pubblica. È stato accusato di corruzione dai pubblici ministeri francesi in due casi, in particolare per quanto riguarda la presunta ingerenza libica nelle elezioni francesi del 2007. Nel 2021 Sarkozy è stato condannato per corruzione in due distinti processi. La sua prima condanna lo ha portato a ricevere una pena a tre anni, due dei quali sospesi e uno al carcere; ha impugnato la sentenza. Per la sua seconda condanna, ha ricevuto una pena di un anno, in cui gli è stato permesso di scontare la reclusione domiciliare.
Prima di diventare il ventitreesimo presidente della Repubblica francese, dal 16 maggio 2007 al 15 maggio 2012, è stato ministro delle finanze durante il 2004 e due volte ministro dell'interno, tra il 2002 e il 2004 e poi dal 2005 al 2007.
In quanto capo di Stato francese, è stato anche, d'ufficio, uno dei due coprincipi di Andorra, gran maestro della Legion d'onore e protocanonico d'onore della Basilica di San Giovanni in Laterano.
È stato il primo presidente francese nato da genitori di origine straniera, nonché il primo a essere nato dopo la fine della seconda guerra mondiale.

## Biografia

### Famiglia e studi
È figlio di Paul Sarkozy (nato Pál István Ernő Sárközy de Nagy-Bócsa, 1928-2023), un aristocratico ungherese naturalizzato francese, e di Andrée Mallah (Andrée Jeanne "Dadu" Mallah, 1925-2017), figlia di un medico ebreo sefardita greco di Salonicco convertito al cristianesimo, Aron Benico «Bénédict» Mallah (1890-1972), e di un'infermiera cattolica francese, Adèle Jeanne Bouvier (1891-1956). Dopo la separazione dei genitori è stato cresciuto dalla madre, mentre il padre si è poi risposato ed è andato a vivere negli Stati Uniti d'America.
Si laurea in legge con una specializzazione in diritto privato e in scienze politiche all'Università di Paris X - Nanterre. Continua i suoi studi all'Institut d'études politiques de Paris, ma non riesce a raggiungere il diploma di perfezionamento anche a causa dei cattivi risultati ottenuti in lingua inglese. Avvocato dal 1981, socio fondatore dello studio legale associato Leibovici-Claude-Sarkozy creato nel 1987, poi socio fino al maggio 2007 dello studio Arnaud Claude - Nicolas Sarkozy dal maggio 2002.
Nel 1982 si sposa con Marie-Dominique Culioli. Hanno due figli: Pierre (1985), produttore di rap, e Jean (1986), politico. Jean ha un figlio nel 2010, rendendo Nicolas Sarkozy nonno.
Nel 1984 incontra Cécilia Ciganer-Albéniz, che sposa nel 1996: da questa unione nasce Louis (1997).
Nel 2008 si sposa in terze nozze con la modella, cantautrice e attrice italiana naturalizzata francese Carla Bruni. Hanno una figlia, Giulia, nata il 19 ottobre 2011, la quarta per il presidente.

### Esordi in politica
Entra in politica nel 1974, partecipando alla campagna elettorale del candidato gollista alla presidenza della Repubblica Jacques Chaban-Delmas. Nel 1976 aderisce al Raggruppamento per la Repubblica (RPR), il partito neo-gollista fondato da Jacques Chirac. Nel 1977, a 22 anni, diviene consigliere comunale a Neuilly-sur-Seine e nel 1983 ne viene eletto sindaco.

### Deputato all'Assemblea nazionale
È eletto deputato all'Assemblée Nationale nel 1988, e rieletto nel 1993, 1997 e 2002. Resta sindaco di Neuilly-sur-Seine fino al 2002, è presidente del consiglio generale dell'Hauts-de-Seine nel 2002 e dal 2004 al 2007.

### Incarichi governativi
È ministro del bilancio nel governo di Édouard Balladur (1993-1995). È anche portavoce del governo e per qualche mese ministro ad interim delle comunicazioni. Alle elezioni presidenziali del 1995 appoggia la candidatura di Balladur, entrato in competizione con il candidato ufficiale del RPR Jacques Chirac. Dal gennaio all'aprile 1995 Sarkozy cumulerà le funzioni ministeriali con l'incarico di portavoce del candidato Balladur. Questi non riesce ad arrivare al ballottaggio e al secondo turno è eletto Chirac. Sarkozy, in disgrazia con il nuovo presidente della Repubblica, non ottiene alcun incarico nel nuovo governo di Alain Juppé.
Alle presidenziali del 2002 sostiene la candidatura di Jacques Chirac. All'indomani della rielezione di Chirac, il suo nome circola con insistenza come nuovo primo ministro, ma il presidente della Repubblica gli preferisce Jean-Pierre Raffarin.
È ministro dell'Interno (maggio 2002 - marzo 2004) e dell'Economia, delle finanze e dell'industria, con il rango di ministro di Stato (marzo - novembre 2004) nei governi Raffarin. Dal giugno 2005 è ministro dell'Interno e dell'organizzazione del territorio, con il rango di ministro di Stato, nel governo di Dominique de Villepin. Si dimette il 26 marzo 2007 per impegnarsi a tempo pieno nella campagna presidenziale ed è sostituito da François Baroin.

### Presidente dell'Unione per un Movimento Popolare

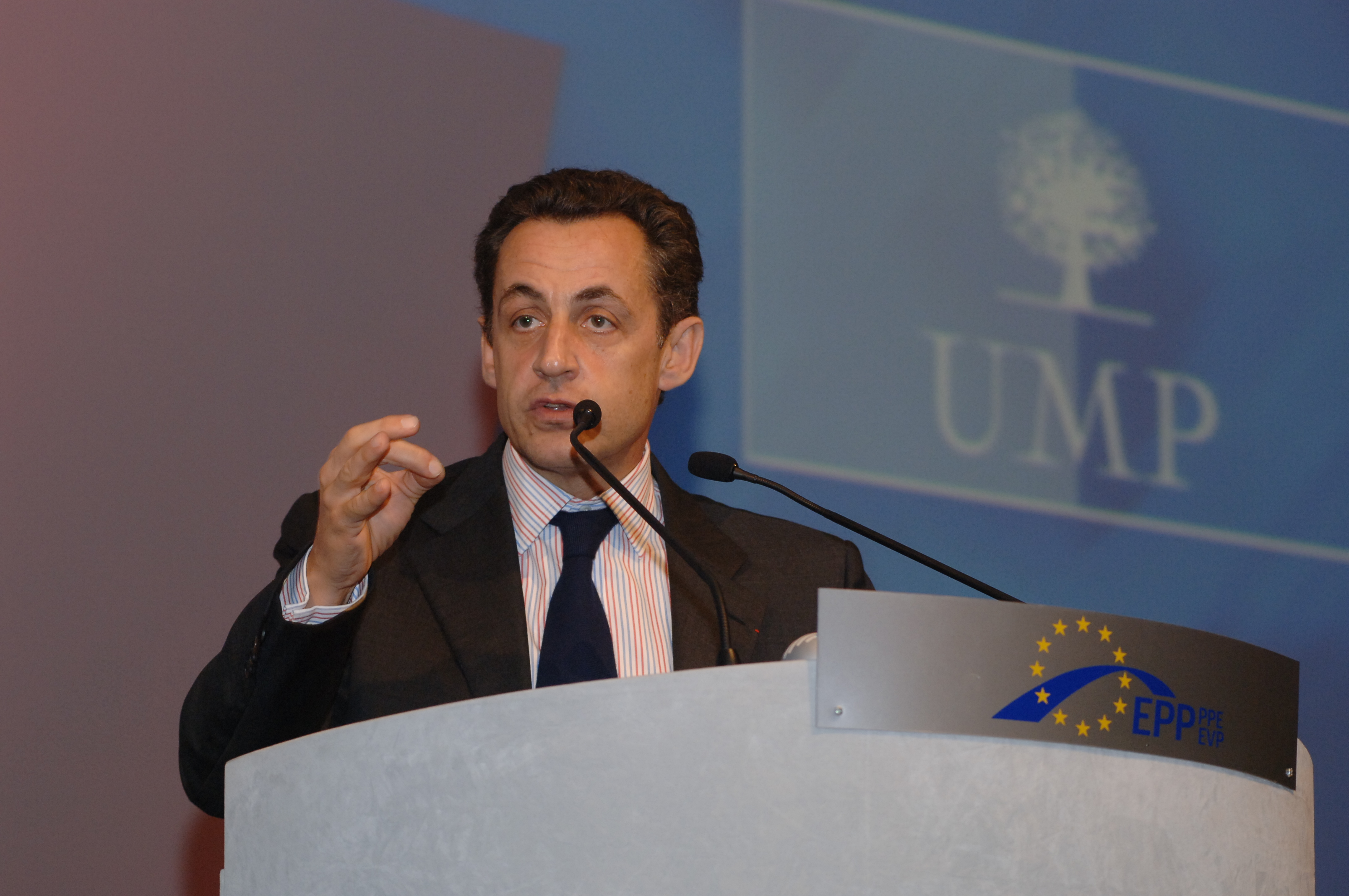
Nicolas Sarkozy al Congresso del Partito Popolare Europeo a Roma (2006).

Dal novembre 2004 è presidente del partito neo-gollista Unione per un Movimento Popolare (UMP), nato dopo le elezioni presidenziali del 2002 dalla fusione del RPR (Raggruppamento per la Repubblica) con una parte dell'UDF (Unione per la Democrazia Francese) (presidenza che ha abbandonato nel maggio 2007 dopo l'elezione alla presidenza della Repubblica). Sarkozy ha avuto in passato ruoli di primo piano all'interno del RPR, divenendone per breve tempo anche segretario generale (1998) e poi presidente ad interim nel 1999.

### Candidato alle elezioni presidenziali del 2007
Il 14 gennaio 2007 alla Porte de Versailles a Parigi ottiene, con una votazione plebiscitaria (98,1% dei 233.779 votanti con un tasso di partecipazione del 69,06%), l'investitura del suo partito alla candidatura alle elezioni presidenziali del 2007. Al primo turno raccoglie 11.448.663 voti (31,18%). Accede quindi al ballottaggio del 6 maggio con la candidata socialista Ségolène Royal, che ha 9.500.112 voti (25,87%).
Il 6 maggio 2007 è eletto presidente con 53,06% dei voti. È il 23º Presidente della Repubblica Francese.

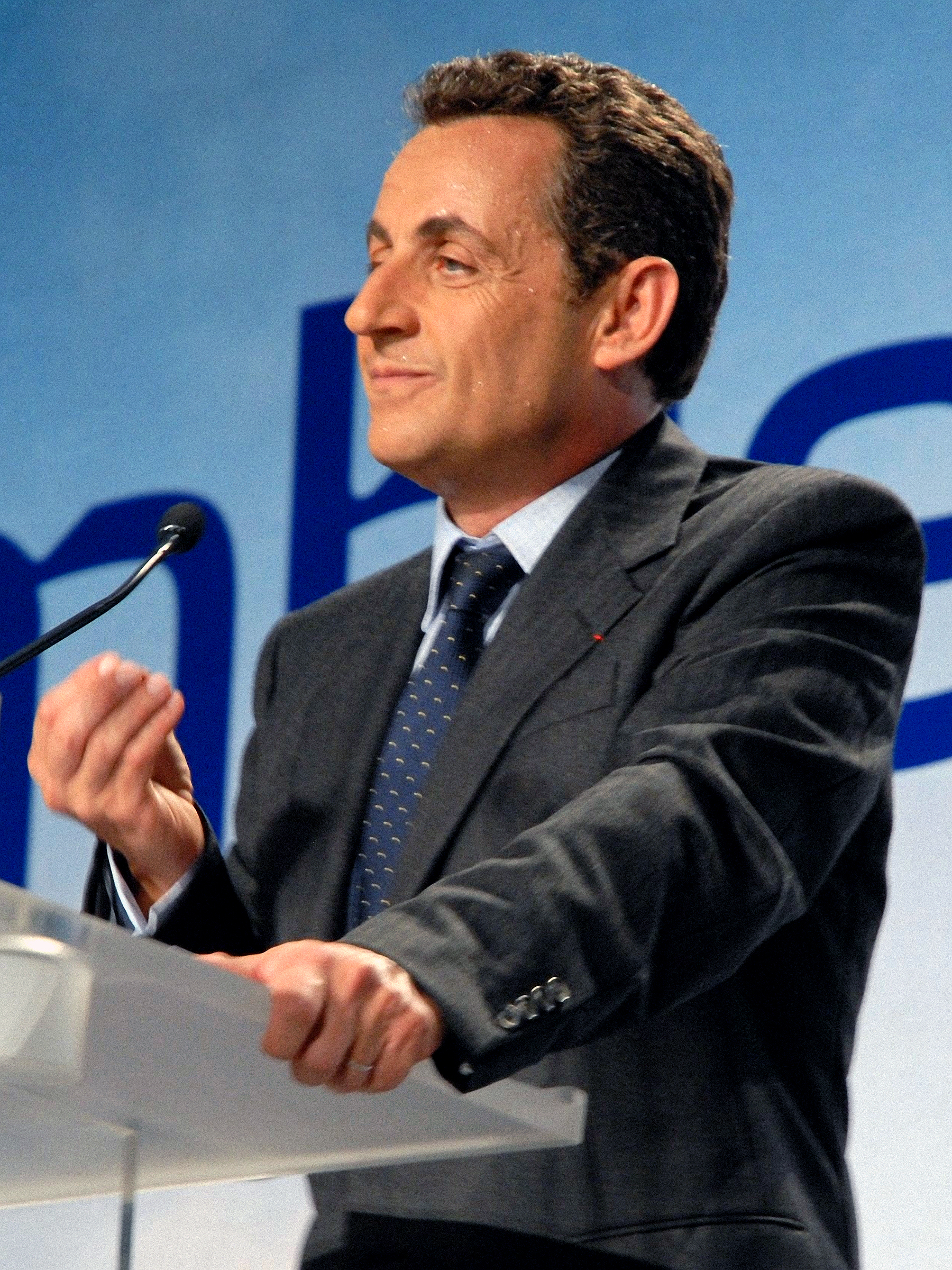
Sarkozy al meeting di Tolosa del 12 aprile 2007.

### 2007-2012: presidenza della Repubblica
Sin dai primi giorni del suo mandato, Sarkozy ha dimostrato un'inedita originalità politica. Ha aperto il governo ad alte personalità dell'area socialista affidando loro ministeri o missioni internazionali. Per esempio ha proposto la candidatura di Dominique Strauss-Kahn alla presidenza del Fondo Monetario Internazionale. Nei primi due mesi di presidenza è apparso ben tre volte in televisione per lunghe interviste. Ha annunciato che finché sarà Presidente non ci saranno amnistie o grazie collettive né per i detenuti né per gli automobilisti multati, come era solito succedere in occasione dell'elezione di un nuovo Presidente e del 14 luglio, festa nazionale. Per la sua iperattività è stato soprannominato da amici e avversari "Supersarko".

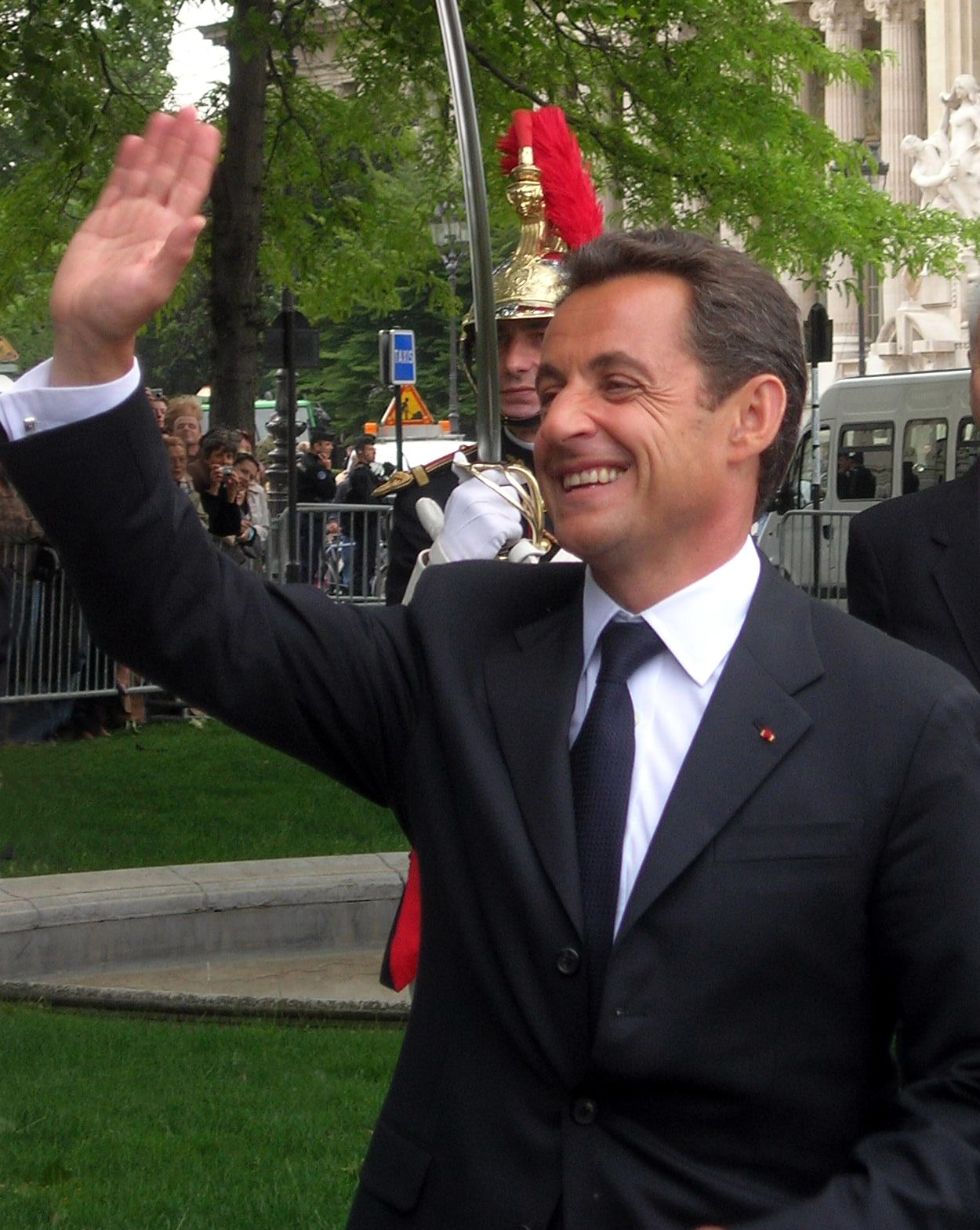
Sarkozy saluta la folla.

La rupture sarkozysta ha preso subito piede all'Eliseo. Ad esempio, il primo ministro da lui nominato il 17 maggio 2007, François Fillon, ha formato un governo inizialmente di quindici ministri, di cui sette di sesso femminile e quattro segretari di Stato. In vista delle elezioni legislative del giugno successivo, Sarkozy ha annunciato che si sarebbe proceduto alla sostituzione di tutti quei ministri che, se candidati, non fossero riusciti a farsi eleggere all'Assemblée Nationale, e alla nomina di ulteriori segretari di Stato, alcuni dei quali di estrazione socialista. Ambedue le cose si sono verificate puntualmente.
Fin dall'inizio, modifica strutturalmente la politica estera del governo nei confronti degli Stati Uniti, che era giunta al limite dei ferri corti sotto la presidenza Chirac, tanto che il nuovo presidente viene spesso chiamato "l'Americano" per le sue posizioni filo-USA piuttosto inconsuete in Francia.
Il 25 giugno 2007 indice una riunione di lavoro che porta alla definizione di una strategia immediata e concreta, per affrontare la catastrofica emergenza umanitaria che investe la regione sudanese del Darfour (nei colloqui tenutisi il 20 luglio 2007, con il nuovo primo ministro britannico Gordon Brown, ha ribadito la sua ferma e determinata volontà di porre un freno a questa disastrosa situazione, ragionando con lo stesso primo ministro, per un piano comune da presentarsi in sede di nazioni unite).
Il 9 luglio 2007, rompendo ogni protocollo, si autoinvita alla riunione Ecofin (riunione dei ministri dell'economia dell'eurogruppo) per negoziare personalmente un rientro meno immediato della Francia, negli stringenti parametri di Maastricht, da ritardarsi, causa l'ambizioso piano di rilancio fiscale, che il presidente intende approvare nei suoi primi cento giorni di mandato.
Il 18 luglio 2007 ha insediato un'altra creatura della sua presidenza di rupture: un comitato di saggi presieduto dall'ex primo ministro Édouard Balladur, con l'incarico di formulare una proposta di riforma costituzionale. Tra i componenti del comitato, alcuni esponenti del Partito Socialista come Jack Lang, Guy Carcassonne, Olivier Duhamel e Olivier Schrameck. La riforma sarà approvata dal Congresso nel luglio 2008, con soli due voti di maggioranza, fra cui quello dello stesso Jack Lang.
Il 24 luglio 2007 un aereo di Stato ha ricondotto a Sofia cinque infermiere bulgare e un medico palestinese, rinchiusi per anni nelle prigioni libiche con l'accusa di aver contagiato 400 bambini. Sotto la regia della delegazione europea e con lo sprint finale impresso da Sarkozy e dalla moglie Cécilia, la condanna alla pena capitale è stata convertita nel rimpatrio e in una pena da scontare in istituti di reclusione bulgari. Il governo bulgaro, una volta rientrati in patria i propri connazionali, si è affrettato a graziarli.
Nel novembre dello stesso anno la riforma delle pensioni proposta da Sarkozy, che puntava a innalzare da 37,5 a 40 anni l'anzianità necessaria per circa 500.000 lavoratori, fra i quali i dipendenti: della SNCF (ferrovie), della Régie autonome des transports parisiens, di Électricité de France e di Gaz de France, provocò il più grande sciopero generale dal 1995.

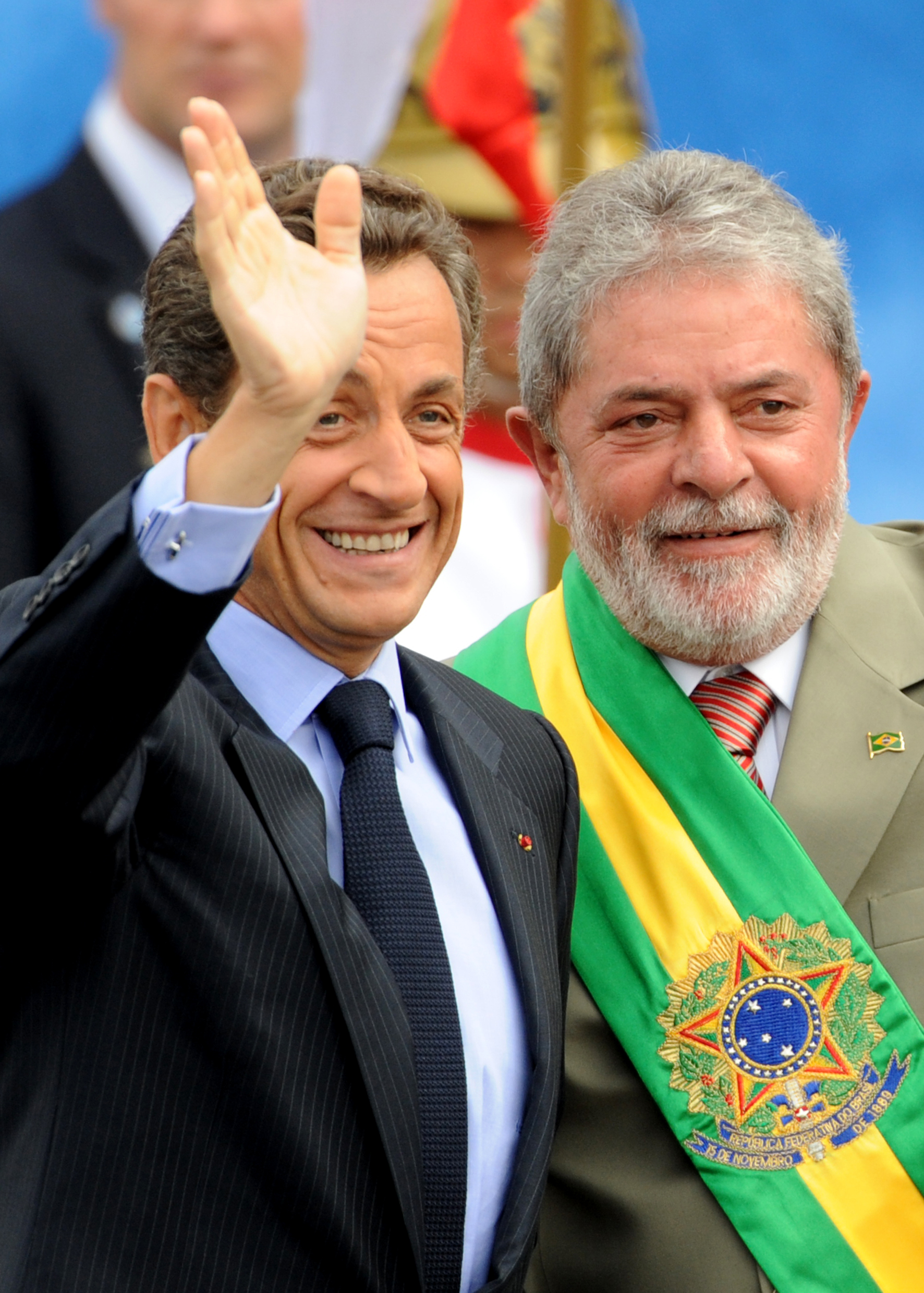
Incontro con Luiz Inácio Lula da Silva.

Il 20 dicembre 2007, dopo un vertice a tre, con il presidente del consiglio italiano Romano Prodi e il primo ministro di Spagna José Luis Rodríguez Zapatero, svoltosi nella sala Adriana a Roma, prende ufficialmente corpo l'ambizioso progetto dell'Unione per il Mediterraneo, punto di forza dell'azione propositiva di Sarkozy, sin dal suo insediamento all'Eliseo.
In seguito alle proteste tibetane contro le Olimpiadi di Pechino del 2008 si è detto favorevole a boicottarne la cerimonia d'apertura, senza avere però grande sostegno internazionale.
Nel luglio 2008 dichiara di essere disposto a concedere l'estradizione della terrorista Marina Petrella (appartenente alle Brigate Rosse e già condannata all'ergastolo per omicidio) ma solo a patto che il Governo italiano le conceda la grazia per motivi di salute; la première dame Carla Bruni si è associata alla richiesta. A queste dichiarazioni e alla richiesta della grazia si sono opposte numerose vittime del terrorismo, tra cui Giovanni Bachelet, figlio di Vittorio Bachelet, Andrea Casalegno, figlio di Carlo Casalegno, Roberto della Rocca, dell'Associazione Italiana vittime del terrorismo, Paolo Bolognesi dell'Unione vittime delle stragi, Antonio Iosa. Il 12 ottobre 2008 Sarkozy ha annullato il decreto di estradizione, ufficialmente per "ragioni umanitarie", garantendo di fatto l'asilo politico alla donna e concludendo la sua vicenda giudiziaria.
Nel 2011 è tra i più forti sostenitori dell'intervento militare in Libia, durante la guerra civile libica. Nel suo libro Hard Choices, Hillary Clinton, ex segretario di Stato degli Stati Uniti ricorda che al vertice di Parigi del marzo 2011 Silvio Berlusconi tentò di fermare l'attacco unilaterale alla Libia ipotizzato da Sarkozy. Berlusconi si sarebbe poi piegato all'operazione solo perché arrivò il via libera dagli USA. Secondo la rivista Aeronautica & Difesa la concessione all'uso delle basi e la collaborazione italiana fu dovuta al fatto che l'intelligence italiana aveva scoperto che i francesi avevano come primo obiettivo la distruzione degli interessi italiani e quelli petroliferi soprattutto, presenti in Libia onde sostituirsi alle aziende italiane nella ricostruzione e gestione dell'estrazione ed esportazione del petrolio.

### Candidato alle presidenziali del 2012
Ricandidatosi per un secondo mandato, al primo turno del 22 aprile 2012 Sarkozy raccoglie il 27% dei voti, meno del suo principale sfidante François Hollande, che ottiene il 28,6%. È la prima volta nella storia francese che il presidente in carica arriva secondo al primo turno.
Il 6 maggio 2012 Sarkozy esce sconfitto dal secondo turno delle elezioni, con il 48,3% dei voti contro il 51,6% raccolto da Hollande.

### Il dopo presidenza
Torna alla guida della coalizione Ump-Udi per le elezioni provinciali di fine marzo 2015 vincendo il primo turno con il 29,4% dei voti rispetto al 25,19% di Marine Le Pen mentre i socialisti e i loro alleati raccolgono il 21,8%. La settimana seguente stravince anche il secondo turno conquistando 70 dipartimenti su 101 contro la trentina dei socialisti; mai nella Quinta repubblica la destra aveva raggiunto un risultato del genere. Nel maggio 2015 scioglie l'Ump e fonda Les Républicains, di cui è eletto presidente.
Si candida nel 2016 alle primarie dei Les Républicains per le elezioni presidenziali in Francia del 2017, ma con il 20,7% delle preferenze si classifica terzo, non prendendo parte al ballottaggio, vinto da François Fillon e si dimette da presidente del partito.
Il reddito di Nicolas Sarkozy per il periodo dal 2013 al 2019 è stimato in almeno 18 milioni di euro. In particolare, l'ex capo di Stato ha ricevuto 4,5 milioni di euro dal Washington Speakers Bureau, una filiale della multinazionale delle comunicazioni Omnicom, in cambio di discorsi pronunciati in varie conferenze, 3 milioni di euro nel 2018 e nel 2019 da una struttura finanziata dai fondi personali del presidente degli Emirati Arabi Uniti Mohammed bin Zayed Al Nahyan, 680.000 euro dallo Stato francese sotto forma di pensioni derivanti dalle sue cariche elettive e 650.000 euro in royalties pagate dalle varie case editrici che pubblicano i suoi libri.

### Vicende giudiziarie
Il 1º luglio 2014 Nicolas Sarkozy è stato posto in stato di fermo negli uffici di custodia cautelare di Nanterre, dove si era recato per essere ascoltato dai magistrati per un caso di corruzione. È la prima volta che un ex capo di Stato francese subisce tale procedura. Al termine di 15 ore di fermo, la Procura nazionale per i reati finanziari ha messo in stato di accusa Sarkozy per corruzione, traffico di influenze e violazione del segreto istruttorio in Cassazione.
Il 20 marzo 2018 è stato arrestato con l'accusa di aver ricevuto finanziamenti illeciti da Gheddafi. È stato rilasciato dopo 25 ore.
Nel giugno 2019 è rinviato a giudizio nell'indagine sui sospetti di corruzione di un alto magistrato della Corte di Cassazione, Gilbert Azibert, nel caso delle intercettazioni telefoniche.
Il 1º marzo 2021 viene condannato, dopo il rinvio al giudizio, a tre anni di carcere, di cui due con la condizionale, per corruzione e traffico di influenze.
Il 30 settembre 2021 viene condannato a un anno di reclusione per finanziamento illecito relativo alla sua campagna elettorale del 2012, nello specifico per le cosiddette fatture "Bygmalion". Il Tribunale ha tuttavia deciso, come misura alternativa alla detenzione, la sorveglianza con braccialetto elettronico. Il 18 dicembre 2024, la Corte di cassazione ha respinto il ricorso in cassazione di Nicolas Sarkozy e dei coimputati, rendendo così definitiva la condanna di Nicolas Sarkozy, che ha immediatamente annunciato che avrebbe deferito la questione alla Corte europea dei diritti dell'uomo.
Nel febbraio del 2024 in appello viene condannato sempre a un anno di reclusione, sei mesi con la condizionale da scontare con misure alternative (compreso il braccialetto elettronico).
il 18 dicembre del 2024  è stato condannato per corruzione di magistrato e traffico di influenze a 3 anni di carcere di cui uno senza condizionale, con il beneficio del braccialetto elettronico dalla Corte di Cassazione. Questa ha infatti respinto il ricorso dei legali di Sarkozy contro la condanna definitiva in appello; è la prima volta per un capo di Stato Francese.
In seguito a questa condanna definitiva nel 2025 gli sono stati tolti la Legion d'Onore e l'Ordine nazionale al merito.

## Incarichi politici
- Presidente della Repubblica francese: 2007-2012.
- Co-Principe di Andorra: 2007-2012.
- Ministro
  - Ministro del Bilancio e portavoce del governo: 1993-1995.
  - Ministro delle Comunicazioni: 1994-1995.
  - Ministro di Stato, Ministro degli Interni, la sicurezza interna e delle libertà locali: 2002-2004.
  - Ministro di Stato, Ministro dell'Economia, delle Finanze e dell'Industria: marzo-novembre 2004.
  - Ministro di Stato, Ministro degli Interni e della pianificazione territoriale: 2005-2007 (Dimissioni).

### Mandati elettorali
Assemblea nazionale francese
- Membro dell'Assemblée nationale per la Hauts-de-Seine:
- 1988-1993 (ministro nel 1993) / 1995-2002 (ministro nel 2002) / da marzo a giugno 2005 (ministro nel giugno 2005). Eletto nel 1988, rieletto nel: 1993, 1995, 1997, 2002 e 2005.

Consiglio regionale
- Consiglio regionale della Île-de-France: 1986-1988 (Dimissioni).

Consiglio comunale
- Sindaco di Neuilly-sur-Seine: 1983-2002 (Dimissioni). Rieletto nel 1989, 1995 e 2001.
- Consigliere comunale de Neuilly-sur-Seine: 1977-2004 (Dimissioni). Rieletto nel 1983, 1989, 1995 e 2001.

Consiglio generale
- Presidente del Consiglio generale della Hauts-de-Seine: 2004-2007 (Dimissioni, presidente della Repubblica francese nel 2007).
- Vicepresidente del Consiglio generale della Hauts-de-Seine: 1986-1988 (Dimissioni).
- Consigliere generale della Hauts-de-Seine: 1985-1988 (Dimissioni) / 2004-2007 (Dimissioni). Rieletto nel 2004.

Responsabilità politiche
- Portavoce del Raggruppamento per la Repubblica: 1995-1997.
- Presidente del Raggruppamento per la Repubblica: aprile-ottobre 1999.
- Presidente dell'Unione per un Movimento Popolare: 2004-2007 (presidente della Repubblica francese nel 2007).
- Presidente de I Repubblicani: 2015-2016.

## Opere
È autore di numerosi saggi, alcuni dei quali tradotti in italiano, come La République, les religions, l'espérance (Éditions du Cerf, 2004; trad. it.: La Repubblica, le religioni, la speranza, Edizioni Nuove Idee, 2005), in cui affronta uno dei tabù della società francese: il posto delle religioni nella vita del Paese. Il libro, in cui Sarkozy viene intervistato dal filosofo Thibaud Collin e dallo scrittore domenicano Philippe Verdin, auspica "una laicità aperta e pacificata, in cui ciascuno possa vivere la propria speranza e partecipare alla costruzione della società democratica". Il volume ha suscitato un dibattito anche in Italia, dove Carlo Cardia lo ha recensito per Avvenire (3 maggio 2006). È anche autore di una biografia dell'integerrimo uomo politico conservatore Georges Mandel, assassinato dai miliziani su ordine dei nazisti nel 1944, da cui nel 1997 è stato tratto un film per la televisione interpretato da Jacques Villeret.

## Aneddoti
È soprannominato da amici e avversari "Sarko". I suoi tic e la sua voce gutturale fanno la gioia degli imitatori.

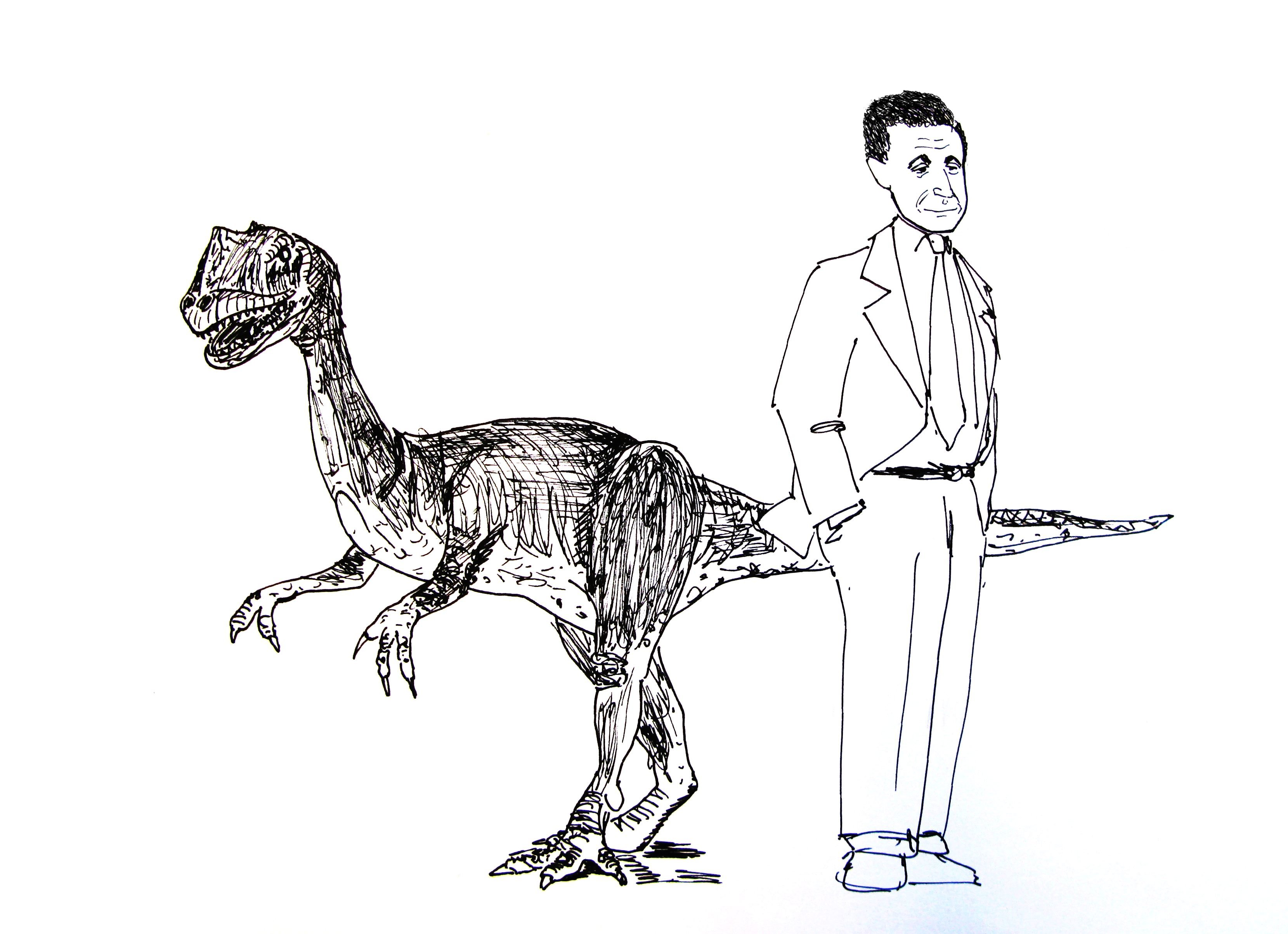
Una vignetta su Sarkozy.

Il 13 maggio 1993, appena nominato ministro delegato al Bilancio, è stato uno dei negoziatori nel corso della vicenda di "Human Bomb", uno squilibrato che si era impadronito di un'intera classe di una scuola materna di Neuilly-sur-Seine sotto la minaccia di un fucile e del materiale esplosivo che aveva con sé. Sarkozy si recò immediatamente sul posto e, in qualità di sindaco di Neuilly-sur-Seine, trattò personalmente con "Human Bomb" ottenendo la restituzione alle famiglie di un certo numero di bambini. La vicenda si concluse con l'uccisione dell'individuo e la liberazione dei bambini e dell'educatrice che erano rimasti ancora in balìa dell'uomo.
Sarkozy non rifugge da un linguaggio forte, per esempio ha definito racaille (feccia) i delinquenti di strada delle "periferie calde" francesi. Così dalla strada rispose nell'ottobre 2005 a una signora che affacciata alla finestra chiedeva al ministro dell'Interno di liberare gli abitanti del quartiere dalle bande di delinquenti:
(Sarkozy)
L'episodio è stato seguito da numerose polemiche, soprattutto da parte dell'opposizione.
Nel 2005 una crisi passeggera del secondo matrimonio di Sarkozy è stata oggetto delle attenzioni insistenti della stampa, provocando la collera del ministro che si è rivolto alla giustizia.
Sarkozy è padre di tre figli maschi, due di primo letto e un terzo avuto dalla seconda moglie Cécilia. Il secondogenito Jean, nato nel 1987, nel 2008 diventa consigliere generale del dipartimento delle Hauts-de-Seine per l'UMP. Ha due fratelli, Guillaume (1951), imprenditore e vice presidente della Medef (la Confindustria francese) e François (1957), pediatra. Ha inoltre un fratello e una sorella nati dai successivi matrimoni del padre: Caroline e Pierre Olivier, quest'ultimo banchiere a New York.
Il numero uno della Repubblica transalpina è spesso oggetto di scherno per la sua bassa statura.
Nel corso del mese di ottobre 2007, con massiccio interesse dei mezzi d'informazione, si è consumata la fine burrascosa del matrimonio con Cécilia, terminata con la separazione consensuale. La sua relazione con l'ex modella Carla Bruni è stata resa pubblica il 16 dicembre 2007 dalla stampa francese.
Nicolas Sarkozy e Carla Bruni si sono sposati il 2 febbraio 2008 al Palazzo dell'Eliseo, con una breve cerimonia in forma civile. Nel maggio 2011 il padre di Sarkozy ha annunciato la gravidanza di Carla, la notizia ha trovato conferma nel corso del G8 del 27 maggio.
Poco prima delle elezioni presidenziali del 2012, il presidente uscente Chirac, che non può ricandidarsi dopo due mandati, dice scherzosamente a un giornalista che avrebbe votato per Hollande, preferendolo a quel ventenne che sua moglie Bernadette aveva affettuosamente chiamato "piccolo Nicolas", accogliendolo come un figlio, per poi sopportare il suo tradimento a favore di Édouard Balladur alle presidenziali del 1995.

## Citazioni e omaggi
- Sarkozy appare, insieme alla moglie Carla Bruni, ne "I Simpson" nell'episodio Il diavolo veste nada.

## Albero genealogico
|                                     |                 |                           | Genitori                   |  |  | Nonni |  |  | Bisnonni                  |  |  | Trisnonni                  |  |
|                                     |                 |                           |                            |  |  |       |  |  | György Sarközy Nagybocsai |  |  | Ferencz Sarközy Nagybocsai |  |
|                                     |                 |                           |                            |  |  |       |  |  | György Sarközy Nagybocsai |  |  | Ferencz Sarközy Nagybocsai |  |
|                                     |                 | Jana Sarközy Nagybocsai   |                            |  |  |       |  |  | György Sarközy Nagybocsai |  |  |                            |  |
| György Alexandre Sarközy Nagybocsai |                 |                           |                            |  |  |       |  |  | György Sarközy Nagybocsai |  |  |                            |  |
|                                     |                 | Rózsa Juhász von Gyöngyös | Ignacz Juhász von Gyöngyös |  |  |       |  |  |                           |  |  |                            |  |
|                                     |                 | Rózsa Juhász von Gyöngyös | Ignacz Juhász von Gyöngyös |  |  |       |  |  |                           |  |  |                            |  |
|                                     |                 | Rózsa Juhász von Gyöngyös | Erzsbet Marasz             |  |  |       |  |  |                           |  |  |                            |  |
| Paul Étienne de Nagy-Bocsa          |                 | Rózsa Juhász von Gyöngyös |                            |  |  |       |  |  |                           |  |  |                            |  |
|                                     |                 | Imre Tóth de Csáford      | …                          |  |  |       |  |  |                           |  |  |                            |  |
|                                     |                 | Imre Tóth de Csáford      | …                          |  |  |       |  |  |                           |  |  |                            |  |
|                                     |                 | Imre Tóth de Csáford      | …                          |  |  |       |  |  |                           |  |  |                            |  |
| Katalin IlonaTóth de Csáford        |                 | Imre Tóth de Csáford      |                            |  |  |       |  |  |                           |  |  |                            |  |
|                                     |                 | Adel Jeney de Borosjene   | …                          |  |  |       |  |  |                           |  |  |                            |  |
|                                     |                 | Adel Jeney de Borosjene   | …                          |  |  |       |  |  |                           |  |  |                            |  |
|                                     |                 | Adel Jeney de Borosjene   | …                          |  |  |       |  |  |                           |  |  |                            |  |
| Nicolas Sarközy de Nagy-Bocsa       |                 | Adel Jeney de Borosjene   |                            |  |  |       |  |  |                           |  |  |                            |  |
|                                     | Mordorai Mallah | Aron Nehama Mallah        |                            |  |  |       |  |  |                           |  |  |                            |  |
|                                     | Mordorai Mallah | Aron Nehama Mallah        |                            |  |  |       |  |  |                           |  |  |                            |  |
|                                     | Mordorai Mallah | Rivka Eliakim             |                            |  |  |       |  |  |                           |  |  |                            |  |
| Aaron Benico Mallah                 | Mordorai Mallah |                           |                            |  |  |       |  |  |                           |  |  |                            |  |
|                                     |                 | Reyna Magriso             | …                          |  |  |       |  |  |                           |  |  |                            |  |
|                                     |                 | Reyna Magriso             | …                          |  |  |       |  |  |                           |  |  |                            |  |
|                                     |                 | Reyna Magriso             | …                          |  |  |       |  |  |                           |  |  |                            |  |
| Andrée Jeanne Mallah                |                 | Reyna Magriso             |                            |  |  |       |  |  |                           |  |  |                            |  |
|                                     |                 | Henri Bouvier             | Anthelme Bouvier           |  |  |       |  |  |                           |  |  |                            |  |
|                                     |                 | Henri Bouvier             | Anthelme Bouvier           |  |  |       |  |  |                           |  |  |                            |  |
|                                     |                 | Henri Bouvier             | Marguerite Poizat          |  |  |       |  |  |                           |  |  |                            |  |
| Adèle Bouvier                       |                 | Henri Bouvier             |                            |  |  |       |  |  |                           |  |  |                            |  |
|                                     |                 | Caroline Rosset           | Martin Rosset              |  |  |       |  |  |                           |  |  |                            |  |
|                                     |                 | Caroline Rosset           | Martin Rosset              |  |  |       |  |  |                           |  |  |                            |  |
|                                     |                 | Caroline Rosset           | Françoise Claudine Dullin  |  |  |       |  |  |                           |  |  |                            |  |
|                                     |                 | Caroline Rosset           |                            |  |  |       |  |  |                           |  |  |                            |  |

## Onorificenze

### Onorificenze francesi

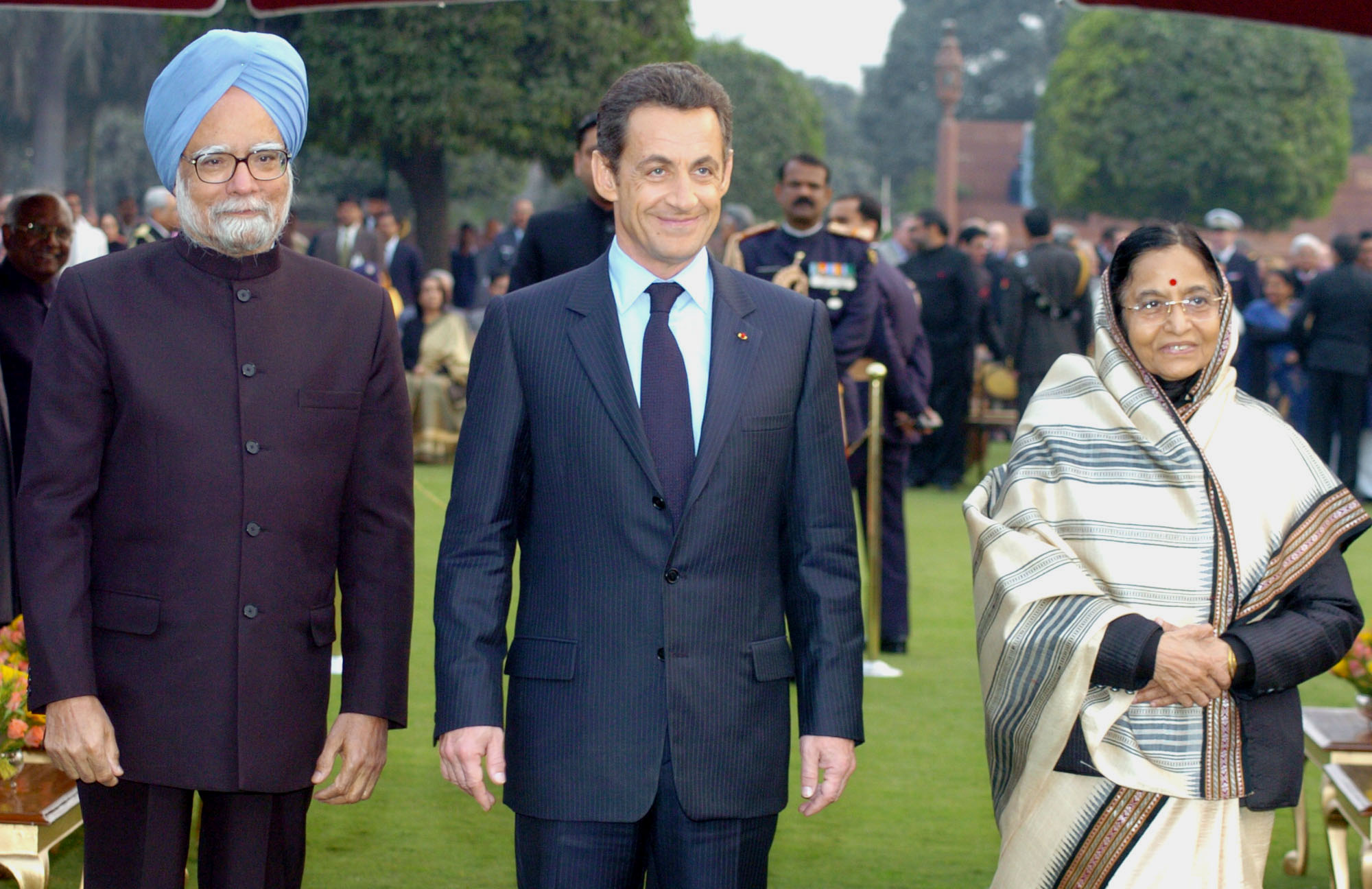
Nicolas Sarkozy come presidente a Nuova Delhi dal primo ministro indiano Manmohan Singh, 26 gennaio 2008

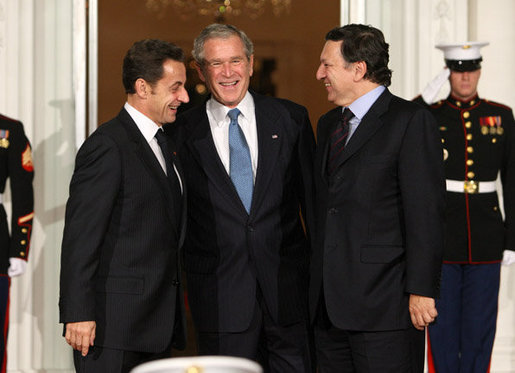
Il presidente degli Stati Uniti George W. Bush da un saluto di benvenuto al presidente Nicolas Sarkozy e al presidente della Commissione europea José Manuel Barroso alla Casa Bianca, 11 novembre 2008

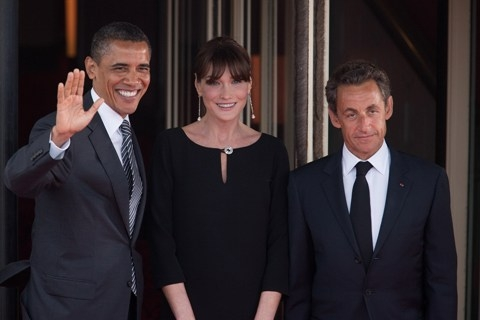
Barack Obama e i coniugi Sarkozy alla cena del G8 del 2011 a Deauville in Francia

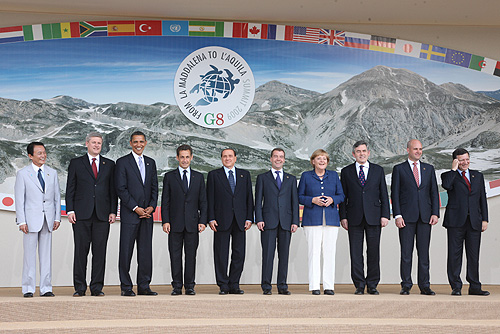
Sarkozy (quarto da sinistra) al Vertice del G8 del 2009 a L’Aquila in Italia (2009)

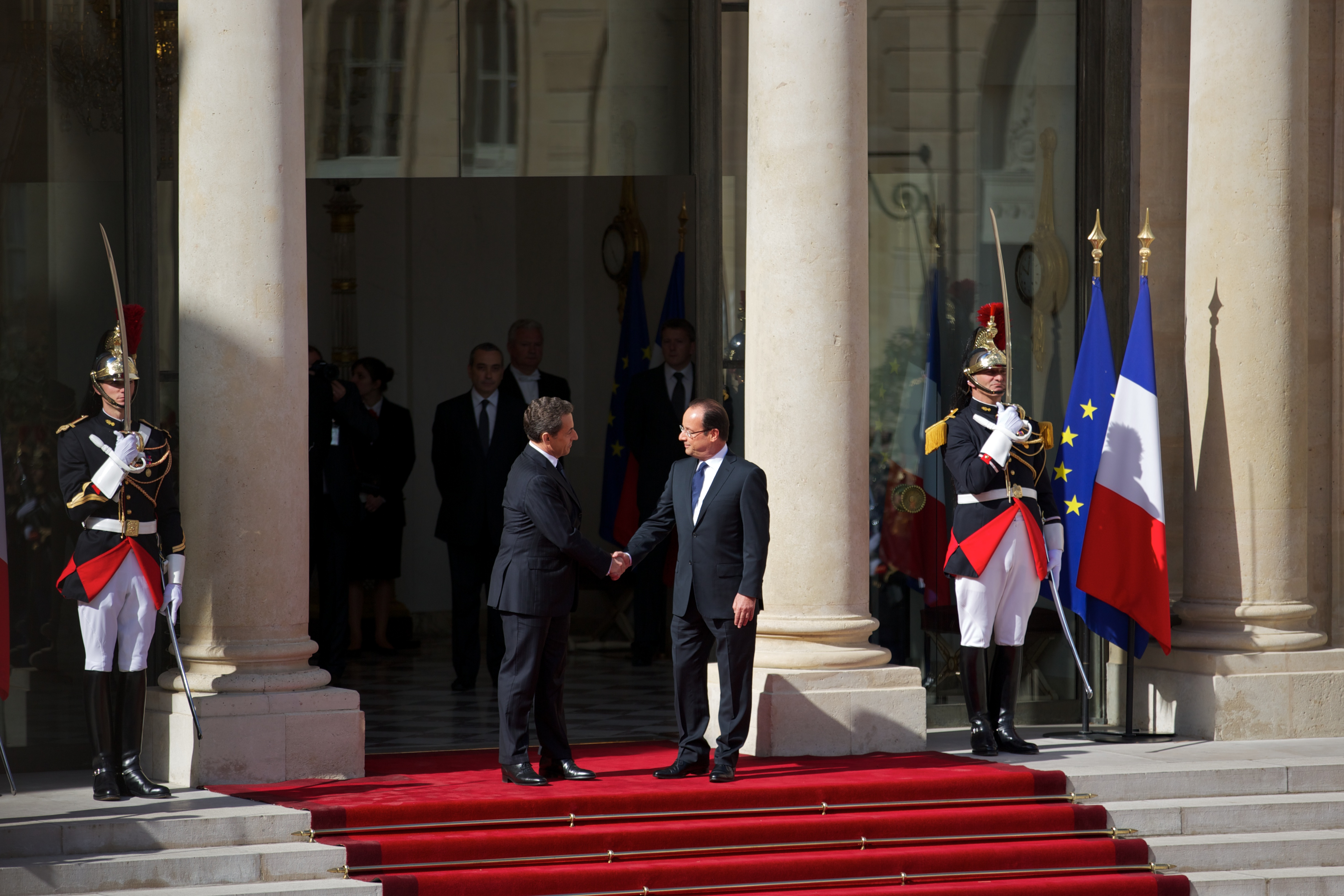
Sarkozy incontra il suo successore Francois Hollande a Palazzo dell'Eliseo il 15 maggio 2012

revocata nel 2025
revocata nel 2025

## Opere
Opere di Nicolas Sarkozy
- (FR) Nicolas Sarkozy, Georges Mandel, le moine de la politique, 1ª ed., Paris, Éditions Grasset & Fasquelle, 1994,  p. 336, ISBN 978-2-246-46301-6.
- (FR) Nicolas Sarkozy e Michel Denisot, Au bout de la passion, l'équilibre[collegamento interrotto], 1ª ed., Paris, Éditions Albin Michel, 1995,  p. 256, ISBN 978-2-226-07616-8.
- (FR) Nicolas Sarkozy, Libre, 1ª ed., Paris, Éditions Robert Laffont, 2001,  p. 336, ISBN 978-2-221-08909-5.
- (FR) Nicolas Sarkozy e Jean-Michel Gaillard, Leclerc, un rêve d'Indochine, scénario de téléfilm consacré au général Leclerc, 1ª ed., Paris, L'avant-scène cinéma, 2003,  p. 331, ISBN non esistente (archiviato dall'url originale il 14 maggio 2016).
- (FR) Nicolas Sarkozy, La République, les religions, l'espérance, 1ª ed., Paris, Éditions du Cerf, 2004,  p. 176, ISBN 978-2-204-07283-0.
- (FR) Nicolas Sarkozy, Témoignage, 1ª ed., Paris, XO éditions, 2005,  p. 288, ISBN 978-2-84563-287-5.
- (FR) Nicolas Sarkozy, Ensemble, 1ª ed., Paris, XO éditions, 2006,  p. 162, ISBN 978-2-84563-345-2.
- (FR) Nicolas Sarkozy, La France pour la vie, 1ª ed., Paris, Plon, 2016,  p. 264, ISBN 978-2-259-24894-5. URL consultato il 14 giugno 2020 (archiviato dall'url originale il 7 giugno 2017).

Opere tradotte in italiano
- Nicolas Sarkozy, La Repubblica, le religioni, la speranza. Conversazioni con Thibaud Collin e padre Philippe Verdin, traduzione di Pacifici V., 2005, ISBN 978-88-7557-116-0.
- Nicolas Sarkozy, Testimonianza, traduzione di Torriero F., 2006, ISBN 978-88-7557-190-0.
- Nicolas Sarkozy, Ensemble, Treves Editore, 2009, ISBN 978-88-8463-029-2.